# Girona Futbol Club 2019-2020
Questa voce raccoglie le informazioni riguardanti il Girona Futbol Club nelle competizioni ufficiali della stagione 2019-2020.

## Maglie e sponsor
| Casa | Trasferta | Terza divisa |

Sponsor ufficiale: Marathon Bet
Fornitore tecnico: Puma

## Organico

### Rosa attuale
Aggiornata al 5 febbraio 2020.
| N. |                     | Ruolo | Calciatore              |
| -- | ------------------- | ----- | ----------------------- |
| 1  | Spagna (bandiera)   | P     | Juan Carlos             |
| 2  | Spagna (bandiera)   | D     | Ignasi Miquel           |
| 3  | Colombia (bandiera) | D     | Johan Mojica            |
| 4  | Angola (bandiera)   | D     | Jonás Ramalho           |
| 5  | Spagna (bandiera)   | D     | Pedro Alcalá            |
| 6  | Spagna (bandiera)   | C     | Álex Granell (capitano) |
| 7  | Uruguay (bandiera)  | A     | Cristhian Stuani        |
| 8  | Spagna (bandiera)   | C     | Jairo Izquierdo         |
| 9  | Uruguay (bandiera)  | A     | Joaquín Zeballos        |
| 10 | Spagna (bandiera)   | C     | Borja García            |
| 11 | Spagna (bandiera)   | C     | Aday                    |
| 12 | Spagna (bandiera)   | D     | Brian Oliván            |
| 13 | Spagna (bandiera)   | P     | Asier Riesgo            |
| 14 | Spagna (bandiera)   | C     | Samu Sáiz               |

| N. |                    | Ruolo | Calciatore          |
| -- | ------------------ | ----- | ------------------- |
| 15 | Spagna (bandiera)  | D     | Juanpe              |
| 16 | Spagna (bandiera)  | C     | Christian Rivera    |
| 17 | Spagna (bandiera)  | D     | Jordi Calavera      |
| 18 | Uruguay (bandiera) | D     | Santiago Bueno      |
| 19 | Spagna (bandiera)  | A     | Jonathan Soriano    |
| 20 | Spagna (bandiera)  | D     | Pablo Maffeo        |
| 21 | Spagna (bandiera)  | C     | Álex Gallar         |
| 22 | Spagna (bandiera)  | C     | Jozabed Sánchez     |
| 23 | Senegal (bandiera) | C     | Pape Maly Diamanka  |
| 24 | Spagna (bandiera)  | C     | Gerard Gumbau       |
| 25 | Spagna (bandiera)  | A     | Brandon             |
| 27 | Spagna (bandiera)  | P     | José Aurelio Suárez |
| 34 | Spagna (bandiera)  | C     | Valery Fernández    |